# Dreizackweck

Sonderpoststempel zum Sommerfest 2010

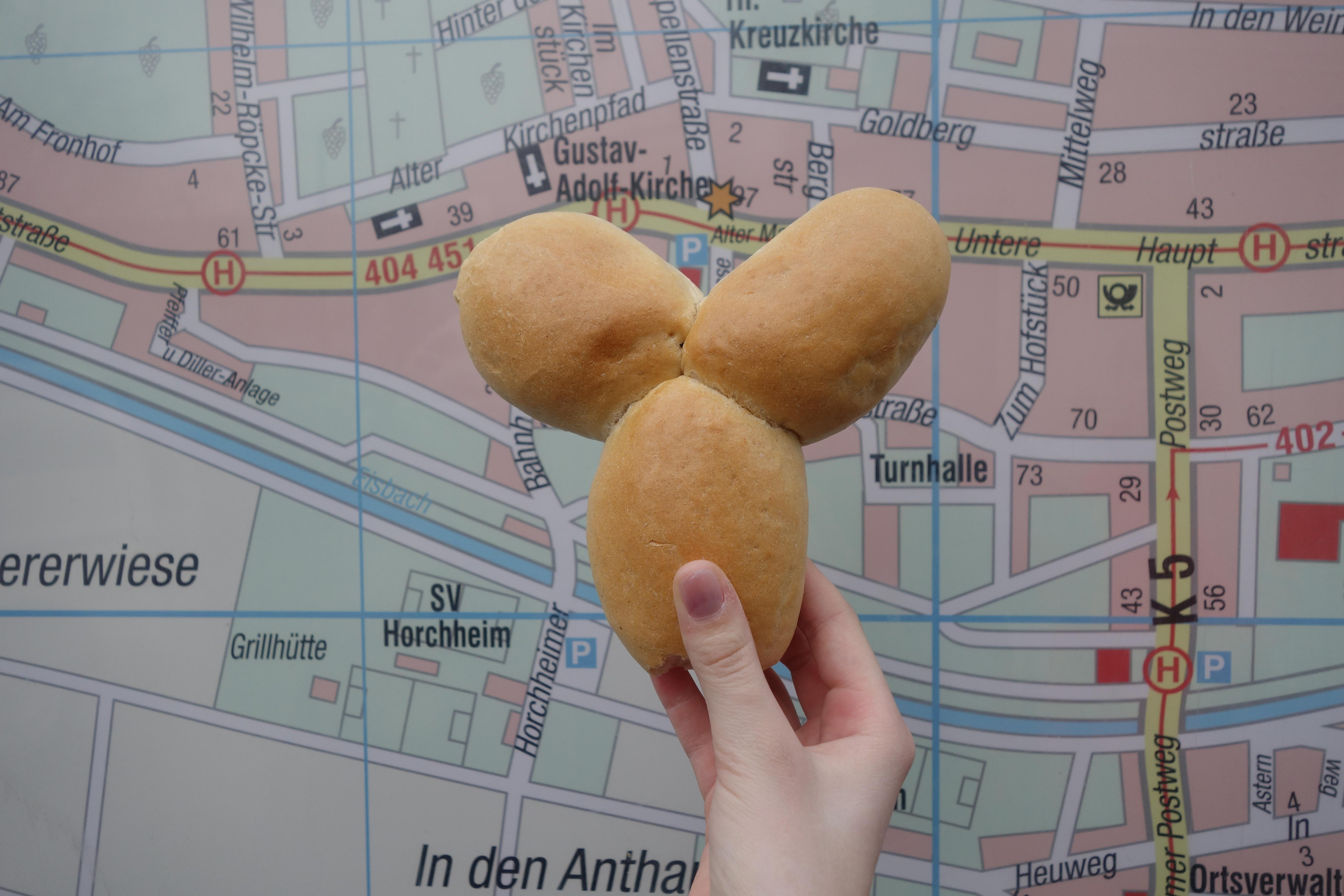
Dreizackweck am Horchheimer Sommertag 2018

Der Dreizackweck ist ein Gebildbrot aus dem Wormser Stadtteil Horchheim. Es wird traditionell zum Horchheimer Sommertag, welcher jeweils am vierten Fastensonntag (Laetare) stattfindet, gebacken.

## Tradition
Das süße Brötchen symbolisiert die Dreifaltigkeit. Es wird im Auftrag des amtierenden Ortsvorstehers gebacken und von diesem unter die Menschenmenge, die hauptsächlich aus Kindern besteht, geworfen. Die Kinder stecken das Gebäck anschließend an die Spitze des mit Bändern verzierten Stabaussteckens.
Das Fest wird zur Erinnerung an die Kindsmörderin Elsbeth vom Fronhof gefeiert, die ihr uneheliches Kind umgebracht hatte und zur Sühne dafür auf dem Fronberg hingerichtet wurde. Vor ihrem Tod vermachte sie der Gemeinde ihr Besitztum mit der Auflage, dass alljährlich die Schulkinder der Gemeinde für ihr Seelenheil beten sollten. Das Fest findet jedes Jahr am vierten Fastensonntag statt und der Festumzug führt auf den Fronberg.
Der Wecken wurde 1983 in das Europäische Brotmuseum in Mollenfelde, heute in Ebergötzen, aufgenommen.

## Markenstreit
Durch die Ähnlichkeit mit dem Mercedes-Stern kam es 1953 zu einem Streit mit dem Automobilkonzern Daimler-Benz. Vor Gericht gewann der Dreizackweck bzw. die Gemeinde, da es sich bei dem Dreizackweck um ein traditionelles Gebäck handelte, das nachweislich schon 1754 gebacken wurde, lange bevor der Mercedesstern zur Marke (seinerzeit noch Warenzeichen) angemeldet worden war. Daraufhin wurde der Dreizackweck als Warenzeichen mit der Nummer 682185 beim Deutschen Patent- und Markenamt eingetragen.